# Poa hentyi
Poa hentyi är en gräsart som beskrevs av Jan Frederik Veldkamp. Poa hentyi ingår i släktet gröen, och familjen gräs. Inga underarter finns listade i Catalogue of Life.